# Biatlon az 1998. évi téli olimpiai játékokon
Az 1998. évi téli olimpiai játékokon a biatlon versenyszámait Nozawa Onsenben rendezték meg február 9. és 21. között.
A férfiaknak és a nőknek egyaránt 3–3 versenyszámban osztottak érmeket.

## Részt vevő nemzetek
A versenyeken 32 nemzet sportolói vettek részt.
- Ausztrália (AUS)
- Ausztria (AUT)
- Bulgária (BUL)
- Csehország (CZE)
- Egyesült Államok (USA)
- Észtország (EST)
- Fehéroroszország (BLR)
- Finnország (FIN)
- Franciaország (FRA)
- Görögország (GRE)
- Japán (JPN)
- Kanada (CAN)
- Kazahsztán (KAZ)
- Kirgizisztán (KGZ)
- Kína (CHN)
- Dél-Korea (KOR)
- Lengyelország (POL)
- Lettország (LAT)
- Litvánia (LTU)
- Magyarország (HUN)
- Moldova (MDA)
- Nagy-Britannia (GBR)
- Németország (GER)
- Norvégia (NOR)
- Olaszország (ITA)
- Oroszország (RUS)
- Románia (ROU)
- Svájc (SUI)
- Svédország (SWE)
- Szlovákia (SVK)
- Szlovénia (SLO)
- Ukrajna (UKR)

## Éremtáblázat
(Az egyes számoszlopok legmagasabb értéke, vagy értékei vastagítással kiemelve.)
| Az 1998. évi téli olimpiai játékok éremtáblázata biatlonban | Az 1998. évi téli olimpiai játékok éremtáblázata biatlonban | Az 1998. évi téli olimpiai játékok éremtáblázata biatlonban | Az 1998. évi téli olimpiai játékok éremtáblázata biatlonban | Az 1998. évi téli olimpiai játékok éremtáblázata biatlonban | Olimpia  |
| ----------------------------------------------------------- | ----------------------------------------------------------- | ----------------------------------------------------------- | ----------------------------------------------------------- | ----------------------------------------------------------- | -------- |
|                                                             | Ország                                                      | Arany                                                       | Ezüst                                                       | Bronz                                                       | Összesen |
| 1.                                                          | Norvégia (NOR)                                              | 2                                                           | 2                                                           | 1                                                           | 5        |
| 2.                                                          | Németország (GER)                                           | 2                                                           | 1                                                           | 2                                                           | 5        |
| 3.                                                          | Oroszország (RUS)                                           | 1                                                           | 1                                                           | 1                                                           | 3        |
| 4.                                                          | Bulgária (BUL)                                              | 1                                                           | 0                                                           | 0                                                           | 1        |
|                                                             |                                                             |                                                             |                                                             |                                                             |          |
| 5.                                                          | Olaszország (ITA)                                           | 0                                                           | 1                                                           | 0                                                           | 1        |
| 5.                                                          | Ukrajna (UKR)                                               | 0                                                           | 1                                                           | 0                                                           | 1        |
|                                                             |                                                             |                                                             |                                                             |                                                             |          |
| 7.                                                          | Fehéroroszország (BLR)                                      | 0                                                           | 0                                                           | 1                                                           | 1        |
| 7.                                                          | Finnország (FIN)                                            | 0                                                           | 0                                                           | 1                                                           | 1        |
|                                                             |                                                             |                                                             |                                                             |                                                             |          |
| Összesen                                                    | Összesen                                                    | 6                                                           | 6                                                           | 6                                                           | 18       |

## Érmesek

### Férfi
| Az 1998. évi téli olimpiai játékok érmesei férfi biatlonban |                                                                           |           |                                                                                           |           |                                                                                              |           |
| Versenyszám                                                 | Arany                                                                     | Arany     | Ezüst                                                                                     | Ezüst     | Bronz                                                                                        | Bronz     |
| Sprint                                                      | Ole Einar Bjørndalen · Norvégia (NOR)                                     | 27:16,2   | Frode Andresen · Norvégia (NOR)                                                           | 28:17,8   | Ville Räikkönen · Finnország (FIN)                                                           | 28:21,7   |
| Egyéni indításos                                            | Halvard Hanevold · Norvégia (NOR)                                         | 56:14,4   | Pieralberto Carrara · Olaszország (ITA)                                                   | 56:21,9   | Aljakszej Ajdarav · Fehéroroszország (BLR)                                                   | 56:46,5   |
| Váltó                                                       | Németország (GER) · Ricco Groß · Peter Sendel · Sven Fischer · Frank Luck | 1:21:36,2 | Norvégia (NOR) · Egil Gjelland · Halvard Hanevold · Dag Bjørndalen · Ole Einar Bjørndalen | 1:21:56,3 | Oroszország (RUS) · Pavel Muszlimov · Vlagyimir Dracsov · Szergej Taraszov · Viktor Majgurov | 1:22:19,3 |

### Női
| Az 1998. évi téli olimpiai játékok érmesei női biatlonban |                                                                              |           |                                                                                    |           | |           |
| Versenyszám                                               | Arany                                                                        | Arany     | Ezüst                                                                              | Ezüst     | Bronz | Bronz     |
| Sprint                                                    | Galina Kukleva · Oroszország (RUS)                                           | 23:08,0   | Uschi Disl · Németország (GER)                                                     | 23:08,7   | Katrin Apel · Németország (GER)                                                                          | 23:32,4   |
| Egyéni indításos                                          | Ekaterina Dafovszka · Bulgária (BUL)                                         | 54:52,0   | Olena Petrova · Ukrajna (UKR)                                                      | 55:09,8   | Uschi Disl · Németország (GER)                                                                           | 55:17,9   |
| Váltó                                                     | Németország (GER) · Uschi Disl · Martina Zellner · Katrin Apel · Petra Behle | 1:40:13,6 | Oroszország (RUS) · Olga Melnyik · Galina Kukleva · Albina Ahatova · Olga Romaszko | 1:40:25,2 | Norvégia (NOR) · Ann Elen Skjelbreid · Annette Sikveland · Gunn Margit Andreassen · Liv Grete Skjelbreid | 1:40:37,3 |